# Мале Іваново
Мале Іва́ново (рос. Малое Иваново, марій. Йывансола) — присілок у складі Волзького району Марій Ел, Росія. Входить до складу Пет'яльського сільського поселення.

## Населення
Населення — 121 особа (2010; 142 у 2002).
Національний склад (станом на 2002 рік):
- марі — 100 %